# كنيسة القديسة مريم العذراء للأرمن الأرثوذكس
كنيسة مريم العذراء وتُسمى كذلك مسكنته هي كنيسة للأرمنيين في وسط بغداد، يُعتقد أنها أقدم كنيسة في بغداد، إذ قيل إنها أُسّست سنة 1639 الميلادية بعد أن وهبَ أرضَها السلطان مراد الرابع إلى أرمنيي بغداد الذين كرّسوا كنيستهم تلك باسم مريم العذراء.
في الكنيسة كوّة في زاوية بأقصى الجدار الشرقي، فيها علبة رخامية محتوية جزءاً من ذخيرة أربعين قديساً قُتلوا إبّان اضطهاد ديني وقعَ في بلدة سباستيا في بداية الانتشار المسيحي، يُعتقد أن كيورك نزريتان هو الذي جلبَ الذخيرة من سباستيا.
رُمّمتْ الكنيسة في عهد المطران أسوغيك غازاريان سنة 1970، وحين حُفرَ أساسها وُجدَ صندوق حجري ذو ثمان زوايا مزين بنقوش وزخارف جميلة، وغطاؤها محفور فيه كتابات بأحرف أرمنية يشير سطرها الأخير إلى عام 1639 الميلادي، ذُكر في موقع ديوان الوقف المسيحي أن كتابة تلك السنة دليل قاطع آخر على أن بداية التشييد كانت في تلك السنة، قال الأب ميسروب كابرئيليان أنه من المعروف أن كنيسة مريم العذراء هذه كانت الكنيسة الوحيدة في بغداد، إذ لم تكن حينئذٍ كنائس للملل والطوائف المسيحية الأخرى، فكانت الكنيسة مفتوحة الأبواب لكل الملل، وتُقدّم لكل ملة إمكانية القيام بشعائرها وطقوسها الدينية. وقد قيل إن الأرمن قد سُجلت طائفتهم في العراق رسمياً سنة 1638.[بحاجة لمصدر أفضل] الكنيسة في بناية رقمها 193/5 في مقاطعة رأس القرية، في محلة 108 في منطقة الميدان مجاورة لبدالة باب المعظم السابقة.